# Joanna I (królowa Neapolu)
Joanna I, wł. Giovanna I di Napoli, Giovanna d’Angiò (ur. grudzień 1325 (?), zm. 27 lipca 1382 w Muro Lucano) – królowa Neapolu i hrabina Prowansji od 1343, księżna Achai, tytularna królowa Jerozolimy.

## Pochodzenie
Joanna pochodziła z dynastii andegaweńskiej (d’Anjou) (boczna linia francuskich Kapetyngów). Jej data urodzenia nie jest pewna, być może przyszła na świat w grudniu 1325, podawane są również daty 1326, 1327 i 1328. 
Jej rodzicami byli książę Kalabrii Karol i Maria Walezjuszka. Wzięli ślub w 1324.
Dziadkiem ojczystym Joanny był król Neapolu Robert I Mądry, natomiast ze strony matki Joanna była wnuczką hrabiego Karola Walezjusza.
Joanna szybko została sierotą. Jej ojciec zmarł w listopadzie 1328. Matka Joanny zmarła 3 lata później.  Miała kilkoro rodzeństwa, ale tylko młodsza siostra Maria przeżyła dzieciństwo. 
Wychowaniem jej i Marii zajmowała się głównie królowa Sancha, druga żona króla Roberta. Z czasem wpływ na królewny zyskały też Katarzyna II, cesarzowa Konstantynopola i księżna Tarentu oraz Agnes de Périgord, księżna Durazzo. 

## Kwestia dziedziczenia Neapolu
Uznanie za następczynię tronu
Król Robert został królem Neapolu w 1309, jednak zgodnie z zasadami primogenitury tron należał się królowi Węgier Karolowi Robertowi, jedynemu synowi Karola Martela, który z kolei był pierworodnym synem Karola Kulawego. 
Dziad Joanny, król Robert I Mądry prócz niej i Marii nie miał innych legalnych potomków (a jego małżeństwo było bezdzietne), więc w 1330 postanowił, że to Joanna jako jego starsza wnuczka odziedziczy po nim królewską koronę.  
Plany małżeńskie
Po śmierci Karola, ojca Joanny, Karol Robert upomniał się o dziedziczenie tronu w Neapolu. Celem połączenia interesów i uniknięcia wojny zdecydowano o mariażu pomiędzy Joanną a Ludwikiem, synem Karola Roberta. Według części źródeł to papież Jan XXII zainicjował pertraktacje w sprawie małżeństwa dwóch zwaśnionych gałęzi dynastii Andegawenów. Układ małżeński potwierdzono 30 czerwca 1332. 
Zaręczyny i tytuł księżnej Kalabrii
Karol Robert ostatecznie zdecydował, że mężem Joanny zostanie jego środkowy syn, Andrzej. Wobec takiego obrotu spraw w Neapolu oczekiwano, że ich przyszły król natychmiast przybędzie do kraju i tam się będzie wychowywał. Karol Robert wyruszył z synem do Neapolu w lipcu 1333. 
26 września 1333 odbyły się zaręczyny Joanny i Andrzeja. Przyszli małżonkowie otrzymali także oficjalnie tytuł księżnej i księcia Kalabrii. 8 listopada 1333 układ małżeński pomiędzy 6-letnim Andrzejem a starszą o dwa lata Joanną został potwierdzony przez papieża.

## Osobowość
Joanna uchodziła za dumną, wyrachowaną i bystrą kobietę. Słynęła z urody. Bywała rozrzutna.  Starała się być niezależna już od najmłodszych lat.
Odebrała podstawowe wykształcenie. 

## Rządy w Neapolu i Prowansji

### Objęcie tronu
16 stycznia 1343 król Robert wydał testament, w którym wyznaczył Joannę na jedyną dziedziczkę tronu. Joanna została królową 20 stycznia 1343. Zgodnie z ostatnią wolą zmarłego króla Joanna mogła samodzielnie rządzić po ukończeniu 25 roku życia, więc powołano Radę Regencyjną. 

### Małżeństwo z Andrzejem
Nie ma pewnych informacji co do daty ślubu Joanny i Andrzeja. Prawdopodobnie doszło do tego po śmierci króla Roberta, być może 22 lub 23 stycznia 1343 lub w kwietniu 1343. Według innych źródeł do ślubu miało dojść podczas świąt wielkanocnych w 1342.
Królowa nienawidziła swego męża. Od początku znajomości traktowała go z niechęcią. Uznawała go za gbura  i twierdziła, że ulega węgierskim doradcom. Andrzej powszechnie był uznawany za pozbawionego jakichkolwiek umiejętności i manier. 
Na dworze królewskim w Neapolu kwestionowano status Andrzeja jako małżonka królowej.

### Interwencja Elżbiety Łokietkówny
Z takim obrotem sprawy nie pogodził się Andrzej i przebywający w Neapolu węgierscy dworacy. W dniu 24 lipca 1343 do Neapolu przybyła matka Andrzeja – królowa węgierska Elżbieta (córka Władysława Łokietka, która po śmierci swego męża w 1342 kierowała polityką Węgier). Elżbieta przy pomocy wielkich ilości węgierskiego złota podjęła kroki, by jej syn został królem, w tym celu spotkała się z awiniońskim papieżem Klemensem VI, który wkrótce zgodził się na koronację Andrzeja. Jednocześnie papież postanowił zmienić testament zmarłego Roberta I Mądrego i zarządcą królestwa, które formalnie było papieskim lennem, ustanowił kardynała Aimeryka. Niestety, królewska koronacja Andrzeja była całkowicie sprzeczna z planami Joanny i jej doradców, dlatego doszło do spisku, w którym niewątpliwie uczestniczyła królowa. W nocy z 18 na 19 sierpnia 1345 królewski małżonek został zamordowany. W morderstwie bezpośrednio uczestniczył książę Ludwik z Tarentu, syn Filipa, bratanek Roberta Mądrego, od pewnego czasu kochanek królowej, z którym 9 września 1347 wzięła swój drugi ślub.

### Małżeństwo z Ludwikiem z Tarentu
Pogłoski o udziale Joanny w zabójstwie Andrzeja były powszechne, czego nie mógł zignorować brat Andrzeja, król Węgier Ludwik. Na przełomie 1347/1348 Ludwik Węgierski wyprawił się na Neapol, który w 1348 zajął. Mszcząc śmierć brata Ludwik Węgierski zarządził liczne egzekucje osób zamieszanych w spisek, min. kazał ściąć swego krewniaka Karola księcia Durazzo. Joanna uciekła do pozostającej we władaniu jej rodu francuskiej Prowansji, lecz już niebawem pozycja królowej znacząco się poprawiła, gdy od papieża uzyskała uniewinnienie od zarzutu udziału w morderstwie i zatwierdzenie małżeństwa z Ludwikiem z Tarentu. Ludwika Węgierskiego z Neapolu wygoniła zaraza oraz oddziały najemników dowodzone przez Mikołaja Acciaiuoliego i w 1350 Joanna powróciła do Neapolu, ale już dwa lata później musiała zmagać się z kolejnym najazdem Ludwika Węgierskiego. Po walkach, które nie przyniosły rozstrzygnięcia, podpisano traktat, na mocy którego Ludwik Węgierski zagwarantował sobie prawo do korony neapolitańskiej po bezdzietnej śmierci Joanny.
Uspokojenie sytuacji w królestwie Neapolu pozwoliło Joannie i jej mężowi przeprowadzić uroczystą koronację, która odbyła się 27 maja 1352 w Neapolu w obecności arcybiskupa Bragi. Joanna w tym czasie nie angażowała się w sprawy państwowe, które przejął jej mąż, którego doradcą został Mikołaj Acciaiuoli. Dzięki zręcznej polityce królewskiego doradcy doszło to trwałego pokoju między neapolitańskimi i węgierskimi Andegawenami. W 1355 królewski małżonek zdecydował o wszczęciu wojny z królestwem Sycylii, gdzie panował nieudolny Fryderyk III. Mimo początkowych sukcesów wojskom neapolitańskim nie udało się zająć wyspy, na domiar złego Joanna i Ludwik zostali obłożeni przez papieża klątwą, gdy nie wywiązali się z zobowiązań finansowych należnych papiestwu, dodatkowo zubożały kraj ogarnęły bunty nieopłacanego wojska, co wykorzystali krewni Joanny, książęta Durazzo, popierani przez Ludwika Węgierskiego. Joanna i Ludwik musieli zmagać się również z wewnętrzną opozycją reprezentowaną przez hrabiów Andria, hrabiów Ariano, rodziną del Balzo i admirałem Goffredem Marzano. Taka sytuacja zmusiła Joannę, naciskaną przez papieża, do podpisania w 1373 pokoju z władcą Sycylii, co kończyło trwające od 1282 roku walki między Neapolem a Sycylią. Na mocy jego postanowień władcy Neapolu uznawali odrębność królestwa Sycylii, a władcy wyspy uznawali zwierzchność Neapolu i Kościoła. W tym czasie nie żył już Ludwik z Tarentu, który zmarł 24 maja 1362.

### Ślub z Jakubem z Majorki
Po śmierci drugiego męża królowa Joanna odzyskała wpływ na sprawy swego królestwa i zaczęła szukać kandydata na kolejnego męża. Jej wybór padł na Jakuba (syn Jakuba III), wygnańca z Królestwa Majorki, który przetrzymywany przez kilka lat w niewoli przez swego krewnego, króla Aragonii uciekł do Włoch, gdzie za namową papieża poślubił owdowiałą Joannę. Do ślubu doszło 14 grudnia 1362, jednak szybko okazało się, że Jakub zamierza samodzielnie rządzić królestwem Neapolu i użyć jego sił, by odzyskać swe wyspiarskie królestwo. Joanna nie zamierzała na to pozwolić, gdyż w przeciwieństwie do poprzedniego małżonka, nie łączyło ją z Jakubem żadne uczucie. Dlatego podjęto decyzję o separacji małżonków, Jakub opuścił Neapol i w następnych latach uczestniczył w kilku wojennych awanturach na półwyspie iberyjskim, bezskutecznie walcząc z Aragończykami, którzy postanowili ostatecznie się go pozbyć i w 1374 go otruli. W tym samym roku po śmierci swego krewnego Filipa II z Tarentu (brat drugiego męża) królowa zażądała dla siebie księstwa Achai z racji praw posiadanych przez jej trzeciego męża. Wysłannicy tamtejszych baronów przybyli do Neapolu w 1374 roku, oferując jej godność księżnej Achai, stawiając warunek zaakceptowania starych praw.

### Ostatnie małżeństwo - Otto z Brunszwiku
Kolejnym mężem prawie pięćdziesięcioletniej królowej został książę Otto, syn Henryka II, księcia von Braunschweig-Grubenhagen. Otto od kilku lat uczestniczył w wydarzeniach rozgrywających się we Włoszech i Hiszpanii, gdyż jego pierwsza żona Jolanta była z kolei druga żoną Jakuba III z Majorki, ojca Jakuba IV. Otto po śmierci swej pierwszej żony pozostawał w służbie margrabiego Montferrat, gdzie od 1372 był regentem margrabstwa. Ziemie Monferrat sąsiadowały z Piemontem, którego władcą była Joanna. Tak za namową papieża Grzegorza XI doszło w marcu 1376 do zawarcia małżeństwa podeszłej już królowej i Ottona, który także liczył sobie koło 50 wiosen. Po ślubie Otto przybrał tytuł księcia Tarentu. W 1376 królowa nadała Ottonowi także godność księcia Achai i wspólnie wydzierżawili to księstwo szpitalnikom za 4000 dukatów rocznie na 5 lat. Szpitalnicy wnet wystąpili przeciwko Joannie i pociągnęli za sobą krewnych zmarłego Filipa, by poprzeć własnego kandydata na księcia – Jakuba de Baux, który księciem został w 1381.

## Schyłek rządów
Królowa popadła w konflikt z nowo wybranym w kwietniu 1378 papieżem Urbanem VI, który nie będąc do końca zdrowym psychicznie, zrażał do siebie wszystkich wokół, w tym Joannę, którą ogłosił heretyczką i schizmatyczką oraz ogłosił jej detronizację. Joanna szukając nowych sojuszników w walce z krewniakiem Karolem z Durazzo zdecydowała się poprzeć antypapieża Klemensa VII i usynowić brata króla Francji Ludwika, noszącego tytuł księcia Andegawenii (linia Anjou-Valois). Adopcja Ludwika zyskała akceptację Klemensa VII, jednak papież Urban VI poparł Karola z Durazzo, który już w 1369 został przez Joannę wyznaczony następcą tronu. Teraz jednak królowa uznała, że następcą w Neapolu będzie Ludwik książę Andegawenii. Karol z Durazzo postanowił walczyć o swe prawa i wspomagany przez rzymskiego papieża, Węgrów i część neapolitańskiej arystokracji pokonał wojska Joanny, którymi dowodził królewski małżonek Otto, uwięziony po klęsce w Altamurze. Po zwycięskiej bitwie Karol 16 lipca 1381 wkroczył do Neapolu, a Joanna zamknęła się w zamku Castel Nuovo. Następnie Karol zmusił Joannę do poddania się i uwięził królową w zamku Muro. Po kilku miesiącach niewoli nowy władca Neapolu, Karol III z Durazzo rozkazał zamordować Joannę, co nastąpiło 27 lipca 1382. Joanna I została pochowana w kościele Santa Chiara w Neapolu.
Należy nadmienić, że Karol III z Durazzo, sprawca śmierci Joanny, po jej zgonie musiał walczyć o tron Neapolu z Ludwikiem Andegaweńskim, a gdy w pod koniec 1385 zdobył również koronę Królestwa Węgier, już w lutym 1386 został otruty z polecenia Elżbiety Bośniaczki – żony Ludwika Węgierskiego, swego wieloletniego protektora.

## Ocena panowania
Uważa się, że okres panowania królowej Joanny I był czasem upadku królestwa Neapolu, po latach świetnych rządów jej poprzedników, kiedy to neapolitańscy Andegaweni odgrywali czołową rolę w polityce europejskiej. Według włoskiego historyka historia Królestwa Neapolu po śmierci Roberta I Mądrego jest tragedią rządów, które ciągle oparte na systemie feudalnym miotają się w próbach przystosowania do nowożytnego świata. Zbrodnie, spiski, najazdy, wojny pretendentów, powstania w miastach i bunty baronów, nagłe katastrofy składają się na monotonny bieg zdarzeń tego powolnego konania. Zarazem inni badacze wskazują, że kryzys był nieunikniony wobec początku papieskiej wielkiej schizmy zachodniej, wskutek czego królowie Neapolu nie mogli liczyć na poparcie tak możnego protektora jakim był papież, a samo królestwo było uważane bardziej za byt instytucjonalny i dynastyczny niż polityczny i społeczny. Sama królowa Joanna I była postrzegana jako osoba wyróżniająca się niemoralnym trybem życia i niewielką troską o państwo.

## Potomstwo
Z pierwszego małżeństwa z Andrzejem Andegaweńskim królowa miała syna:
- Karola Martela (ur. 25 grudnia 1345, zm. 19 czerwca 1348), urodzonego po śmierci Andrzeja, choć już współcześni uważali, że prawdziwym ojcem dziecka był któryś z kochanków królowej[3]. Matka Andrzeja Elżbieta Łokietkówna podjęła starania, aby Karol Martel był wychowywany przy niej[15]. Podczas najazdu Ludwika Wielkiego na Neapol mały książę trafił pod opiekę swego wuja i w marcu 1348 zamieszkał na zamku królewskim w Budzie[15]. Zmarł 19 czerwca 1348[15].

Królowa miała też dwie córki z drugiego małżeństwa z Ludwikiem z Tarentu: 
- Katarzynę (ur. czerwiec 1348, zm. lipiec lub sierpień 1348)[3],
- Franciszkę (ur. październik 1351 r., zm. 2 czerwca 1352)[3].

Joanna w 1364 zaszła w ciążę z trzecim mężem, ale poroniła.

## W literaturze
Joanna I jest bohaterką opowiadania Danse macabre Izabeli Szolc, opublikowanego w zbiorze Jehannette, gdzie królowa została przedstawiona jako osoba o nieokiełznanej seksualności, korzystająca z pomocy czarnej magii. O jej losach traktują też powieści Renaty Czarneckiej: Dwa królestwa, jedna krew oraz Korona w złocie i krwi.